# Max van Berchem
Maximilian van Berchem (Ginevra, 16 marzo 1863 – Vaumarcus, 7 marzo 1921) è stato un arabista svizzero.

## Biografia
Maximilian van Berchem aveva una buona preparazione di arabista e di islamista, tant'è vero che, dopo aver studiato nella sua città natale e a Stoccarda, si era laureato a Lipsia nel 1886, discutendo una tesi sulle imposte islamiche (La propriété territoriale et l'impôt foncier sous les premiers califes).

Operò poi a Strasburgo con Theodor Nöldeke e a Parigi con Charles Barbier de Meynard, Charles Schéfer e Charles Simon Clermond-Ganneau, prima di partire alla volta dell'Egitto per approfondire i suoi studi. In quel paese arabo constatò lo stato precario dei tanti e spesso grandiosi monumenti arabo-islamici e l'assoluta mancanza di censimento delle numerosissime iscrizioni in lingua araba, tanto sui monumenti quanto sugli edifici di vario genere.
Tornò ogni anno in Egitto tra il 1887 e il 1890, ma anche in Palestina (1888, 1893, 1894 e 1914), in Siria (1894 e 1895) e in vari altre nazioni arabe, seguitando a raccogliere materiale epigrafico, grazie specialmente al moderno strumento della fotografia.

Nel 1892 espose le linee portanti del suo progetto di ricerca, finalizzato a realizzare il primo repertorio, scientificamente compilato, dell'immenso patrimonio epigrafico arabo-islamico e ottenne subito il convinto appoggio finanziario dell'Académie des inscriptions di Parigi.

Tra il 1894 e il 1903 pubblicò al Cairo, nelle Mémoires de l'Institut français d'archéologie orientale, quattro imponenti tomi relativi alle iscrizioni d'Egitto, che ricevettero il titolo di Matériaux pour un Corpus inscriptionum arabicarum, quasi si fosse trattato di un lavoro in itinere anziché di un'opera matura e praticamente compiuta.

Due successivi tomi, sulle epigrafi di Gerusalemme e della Siria meridionale, videro la luce al Cairo nel 1922 e nel 1923, dopo la sua improvvisa morte.
Ammalatosi, infatti, nel corso di un suo ennesimo viaggio egiziano, morì in patria nel 1921.
Il suo ambizioso e prezioso lavoro fu in qualche modo salvaguardato e proseguito dalla figlia primogenita Marguerite (1892), che si occupò di arti musive e che ebbe il merito di condurre importanti campagne di scavo nell'antica capitale nordafricana ibadita di Sidrāta (in arabo سدراتة‎?), nell'attuale Algeria.
Fu per rendere omaggio alla memoria paterna, per preservarne il materiale fotografato e per passione scientifica, che Marguerite van Berchem istituì nel 1973 a Ginevra una Fondazione intitolata al padre (la Fondation Max van Berchem), in cui sono conservati migliaia di materiali epigrafici, fotografati nei suoi vari viaggi da Max van Berchem, ma un ulteriore grande merito è quello di finanziare, tramite il giudizio di merito di un Comitato Scientifico, formato a livello internazionale, progetti di ricerca provenienti da tutto il mondo, attinenti tra gli altri al campo dell'archeologia, della codicologia, della calligrafia, dell'epigrafia, della letteratura, della storia e della storia dell'arte, garantendone adeguata pubblicazione.